# Любахово (Середино-Будский район)

Любахово (укр. Любахове) — село,
Знобь-Трубчевский сельский совет,
Середино-Будский район,
Сумская область,
Украина.
Код КОАТУУ — 5924481704. Население по переписи 2001 года составляло 39 человек .

## Географическое положение
Село Любахово находится в 3,5 км от левого берега реки Знобовка.
Примыкает к селу Украинское, на расстоянии в 2,5 км расположено село Знобь-Трубчевская.

## История
Оно было основано в 1924 году переселенцами из Зноби-Трубчевской и окрестных населённых пунктов, и со дня основания входило в состав Селецкой волости Трубчевского уезда Брянской губернии, а с 1925 года – Трубчевской волости Почепского уезда Брянской губернии. В состав Украины село было передано только 1 сентября 1926 года, после принятия Президиумом ЦИК СССР постановления от 16 октября 1925 года «Об урегулировании границ УССР с РСФСР и БССР».
Любахово было небольшим населённым пунктом и в 1926 году насчитывало 21 двор, в которых проживало 116 жителей, а в 1940 году – 52 двора и около 200 жителей.
В годы Великой Отечественной войны село было полностью сожжено немецко-фашистскими захватчиками, однако после войны восстановлено и в 1960-х годах насчитывало около 50 дворов и более 200 жителей. В селе работала молочнотоварная ферма, свиноферма и птицеферма.
В 60-х годах прошлого века Любахово попало в разряд неперспективных населённых пунктов и начало приходить в упадок. Численность населения нём из года в год снижалось и к 1 января 2008 года в селе осталось всего 13 дворов, в которых проживало 19 жителей, а на сегодняшний день и того меньше.